# Podlas (Stara Wieś)
Podlas – część wsi Stara Wieś w Polsce, położona w województwie małopolskim, w powiecie limanowskim, w gminie Limanowa.
W latach 1975–1998 Podlas administracyjnie należał do województwa nowosądeckiego.
W gminie Limanowa występuje jeszcze Podlas jako część Koszar i jako część Siekierczyny.